# Spiridon Drožžin
Spiridon Dmitrijevič Drožžin, rusky Спиридо́н Дми́триевич Дро́жжин (18. prosince 1848 Nižovka – 24. prosince 1930 Nižovka), byl ruský básník a spisovatel.

## Život
Spiridon Drožžin se narodil ve vesnici Nižovka, která je součástí dnešní Tverské oblasti. Ve škole strávil jen dvě zimy a pak byl jako jedenáctiletý chlapec poslán do Petrohradu pracovat. Následující roky se toulal po Rusku a ovládal mnoho řemesel. V letech 1860–1871 pobýval v Petrohradě, pracoval na sebevzdělávání a poznával díla mj. N. Někrasova, A. Koltsova, I. Nikitina a L. N. Tolstého. Ve věku 16 let napsal svou první báseň a v roce 1867 si založil deník, který si vedl po zbytek svého života. Jeho básně byly poprvé publikovány v roce 1873 v časopise s názvem "грамотный". Po této publikaci pak následovaly mnohé další.

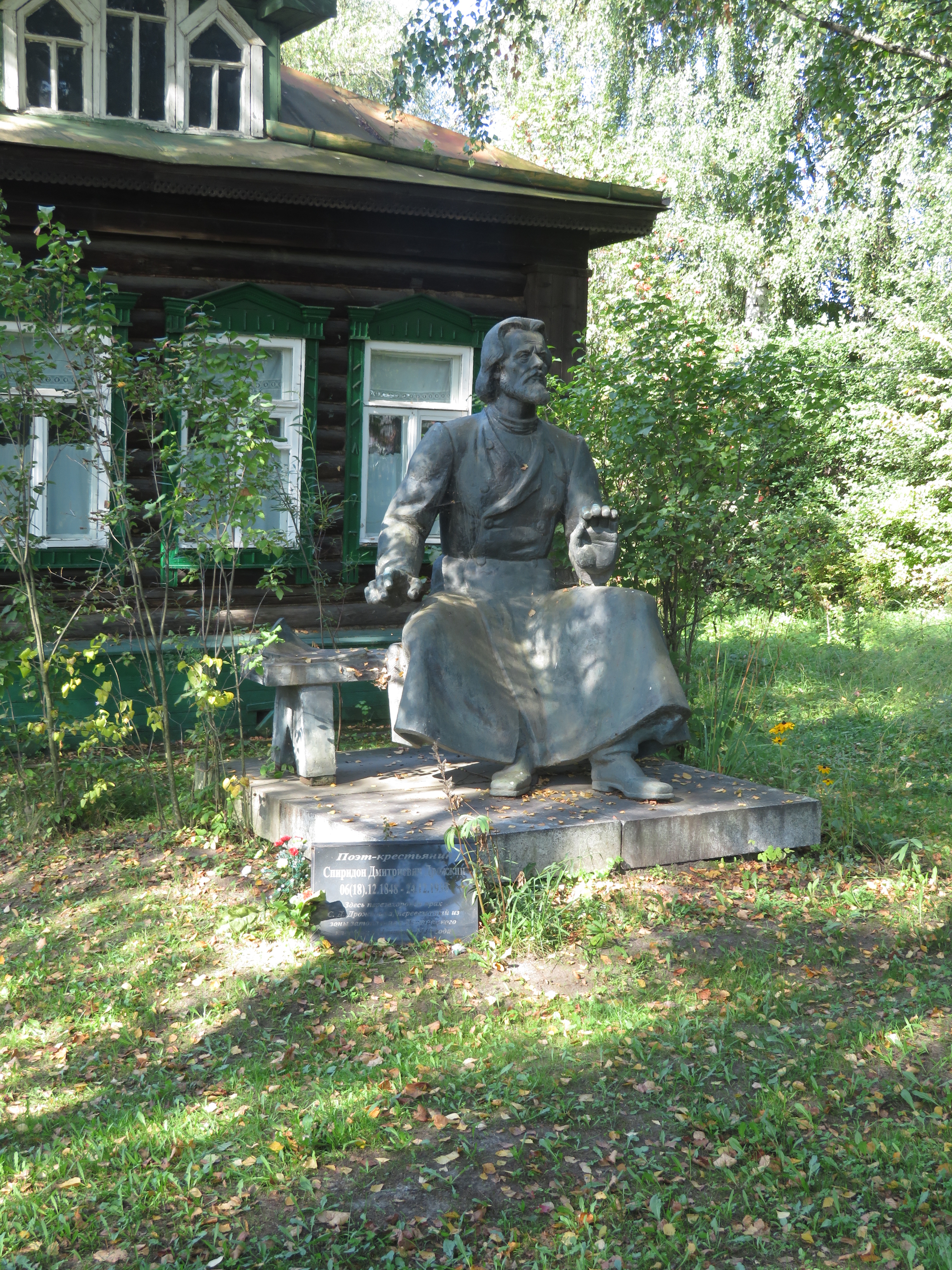
Hrob Spiridona Drožžina ve vesnici Novozavidovská, Tverský region, Rusko

Kvůli svému špatnému finančnímu stavu a pozdějšímu negativnímu vlivu hraběte Lva Tolstého, se kterým se setkal v roce 1892 a 1897, se v roce 1896 vrátil domů do Tverské oblasti a věnoval se psaní. Jako syn nevolníka se proslavil jako talentovaný básník, který se sám vše učil.
Spiridon Drožžin vítal Říjnovou revoluci, kterou považoval za uskutečnění nadějí a tužeb lidí. Vyjadřují to jeho básně, "Zahajovací píseň" (1920), "Na vesnickém sněmu" (1920) a "Na památku V. I. Lenina" (1924). Drožžinovu poezii ovlivnili rovněž Aleksej Koltsov a Nikolaj A. Někrasov. Některé jeho verše byly zhudebněny a staly se součástí ruského folklóru. V roce 1938 bylo v osadě Novozavidovski v Tverské oblasti otevřeno muzeum věnované Drožžinovi.
Ruská akademie věd Drožžinovi udělila dvě medaile za jeho poezii. Několik Drožžinových básní přeložil do němčiny básník Rainer Maria Rilke.

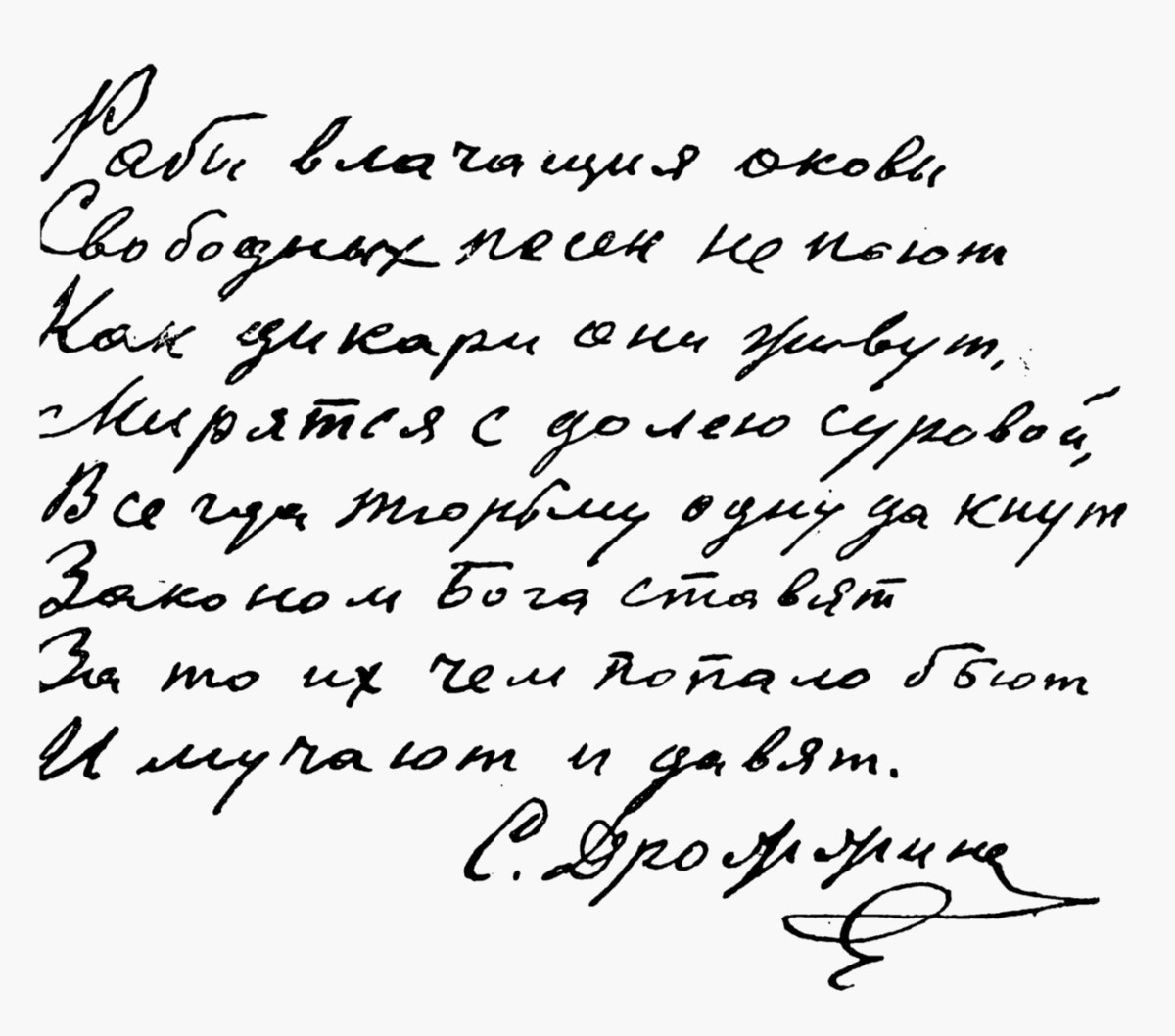
Rukopis básníka